# (9569) Quintenmatsijs
(9569) Quintenmatsijs ist ein Asteroid des Hauptgürtels, der am 11. Februar 1988 vom belgischen Astronomen Eric Walter Elst am La-Silla-Observatorium (IAU-Code 809) der Europäischen Südsternwarte in Chile entdeckt wurde.
Der Asteroid wurde am 20. November 2002 nach dem flämischen Maler und Mitbegründer der Antwerpener Malerschule Quentin Massys (1466–1530) benannt.